# Internationale Cricket-Saison 2012
Die internationale Cricket-Saison 2012 fand zwischen Mai 2012 und September 2012 statt. Als Sommersaison werden vorwiegend Heimspiele der Mannschaften aus Europa ausgetragen, welche durch das ICC Future Tours Programm 2011–2020 vorgegeben sind. Die ausgetragenen Tests der internationalen Touren bilden die Grundlage für die ICC Test Championship. Die ODI bilden den Grundstock für die ICC ODI Championship und die Twenty20-Spiele für die ICC T20I Championship.

## Überblick

### Internationale Touren
| Beginn          | Heimteam                   | Auswärtsteam | Resultate | Resultate | Resultate | Artikel |
| Beginn          | Heimteam                   | Auswärtsteam | Test      | ODI       | Twenty20  | Artikel |
| --------------- | -------------------------- | ------------ | --------- | --------- | --------- | ------- |
| 17. Mai 2012    | England                    | West Indies  | 2–0 [3]   | 2–0 [3]   | 1–0 [1]   | Artikel |
| 1. Juni 2012    | Sri Lanka                  | Pakistan     | 1–0 [3]   | 3–1 [5]   | 1–1 [2]   | Artikel |
| 23. Juni 2012   | Irland                     | Australien   |           | 0–0 [1]   |           | Artikel |
| 29. Juni 2012   | England                    | Australien   |           | 4–0 [5]   |           | Artikel |
| 30. Juni 2012   | West Indies                | Neuseeland   | 2–0 [2]   | 4–1 [5]   | 2–0 [2]   | Artikel |
| 18. Juli 2012   | Irland                     | Bangladesch  |           |           | 3–0 [3]   | Artikel |
| 19. Juli 2012   | England                    | Südafrika    | 0–2 [3]   | 2–2 [5]   | 1–1 [3]   | Artikel |
| 21. Juli 2012   | Sri Lanka                  | Indien       |           | 1–4 [5]   | 0–1 [1]   | Artikel |
| 24. Juli 2012   | Schottland vs. Bangladesch |              |           | 1–0 [1]   | Artikel   |         |
| 25. Juli 2012   | Niederlande                | Bangladesch  |           |           | 1–1 [3]   | Artikel |
| 23. August 2012 | Indien                     | Neuseeland   | 2–0 [2]   |           | 0–1 [2]   | Artikel |
| 25. August 2012 | Afghanistan                | Australien   |           | 0–1 [1]   |           | Artikel |
| 28. August 2012 | Pakistan                   | Australien   |           | 1–2 [3]   | 2–1 [3]   | Artikel |

### Internationale Turniere
| Beginn             | Turnier                                      | Land     |
| ------------------ | -------------------------------------------- | -------- |
| 3. September 2012  | ICC World Cricket League Division Four 2012  | Malaysia |
| 15. September 2012 | ICC World Cricket League Division Eight 2012 | Samoa    |

### Fortlaufende Turniere
| Dauer     | Turnier                               |
| --------- | ------------------------------------- |
| 2011–2013 | ICC Intercontinental Cup 2011–2013    |
| 2011–2013 | ICC World Cricket League Championship |

### Internationale Touren (Frauen)
| Beginn            | Heimteam    | Auswärtsteam | Resultate | Resultate | Artikel |
| Beginn            | Heimteam    | Auswärtsteam | WODI      | WTwenty20 | Artikel |
| ----------------- | ----------- | ------------ | --------- | --------- | ------- |
| 25. April 2012    | West Indies | Sri Lanka    | 2–1 [3]   | 3–1 [5]   | Artikel |
| 23. Juni 2012     | England     | Irland       |           | 1–0 [1]   | Artikel |
| 24. Juni 2012     | Irland      | Indien       | 0–1 [1]   |           | Artikel |
| 26. Juni 2012     | England     | Indien       | 2–3 [5]   | 2–0 [2]   | Artikel |
| 20. August 2012   | Pakistan    | Bangladesch  | 1–0 [1]   | 0–0 [1]   | Artikel |
| 21. August 2012   | Irland      | Bangladesch  | 1–0 [1]   |           | Artikel |
| 4. September 2012 | England     | Pakistan     |           | 2–0 [2]   | Artikel |
| 5. September 2012 | Pakistan    | West Indies  |           | 0–1 [1]   | Artikel |
| 6. September 2012 | Bangladesch | Südafrika    | 1–2 [3]   | 1–2 [3]   | Artikel |
| 8. September 2012 | England     | West Indies  |           | 4–1 [5]   | Artikel |

### Internationale Turniere (Frauen)
| Beginn          | Turnier                                        | Land   |
| --------------- | ---------------------------------------------- | ------ |
| 22. August 2012 | Ireland Tri-Nation Women’s One-Day Series 2012 | Irland |
| 28. August 2012 | Ireland Tri-Nation Women’s T20 Series 2012     | Irland |

## Nationale Meisterschaften
Aufgeführt sind die nationalen Meisterschaften der Full Member des ICC.
| Land      | First-Class              | List A                  | Twenty20                      |
| --------- | ------------------------ | ----------------------- | ----------------------------- |
| England   | County Championship 2012 | Clydesdale Bank 40 2012 | Twenty20 Cup 2012             |
| Indien    |                          |                         | Indian Premier League 2012    |
| Sri Lanka |                          |                         | Sri Lanka Premier League 2012 |